# 长线礁
长线礁位于南沙群岛九章群礁东北缘，主权礁与安乐礁之间，为一座暗礁。1983年公布名称为长线礁。中国渔民向称“长线”。外国文献称为“Holiday Reef”。